# Matt Terry
Matt Terry (Bromley, 20 de maio de 1993) é um cantor e compositor britânico, que ficou mundialmente conhecido após vencer a décima terceira temporada da versão britânica do reality show The X Factor.

## Carreira

### 2016:The X Factor
Matt fez uma audição para a décima terceira temporada do The X Factor em 2016, cantando a canção Stand by Me um cover de Ben E. King, recebendo um sim de todos os quatro jurados. Terry foi colocado na categoria "rapazes" e chegou aos shows ao vivo, onde foi orientado por Nicole Scherzinger. Depois das eliminações de Freddy Parker na semana dois e Ryan Lawrie na semana sete, Terry tornou-se o último competidor de Nicole Scherzinger na competição. Ele acabou nos dois últimos na semana 9 e enfrentou o sing-off contra Emily Middlemas, mas foi salvo por três dos quatro jurados.
Em 11 de dezembro de 2016, foi anunciado como o vencedor do "The X Factor" 2016, vencendo Saara Aalto. Ele imediatamente lançou o seu single de vencedor, "When Christmas Comes Around", uma canção original escrita por Ed Sheeran.

## Discografia

### Singles

#### Como artista principal
| Título                        | Ano  | Posição nas paradas de sucesso | Posição nas paradas de sucesso | Posição nas paradas de sucesso | Álbum |
| Título                        | Ano  | UK                             | IRE                            | SCO                            | Álbum |
| ----------------------------- | ---- | ------------------------------ | ------------------------------ | ------------------------------ | ----- |
| "When Christmas Comes Around" | 2016 | 3                              | 28                             | 2                              | ASA   |